# Classe Neftegaz
Le unità classe Neftegaz (progetto B-92 secondo la classificazione russa) sono rimorchiatori di grandi dimensioni di costruzione polacca.
Queste navi sono ampiamente utilizzate in Russia, sia in ambito civile, sia militare.

## Tecnica
Dal punto di vista tecnico, i rimorchiatori sono caratterizzati da una notevole capacità di rimorchio, oltre che da discrete capacità cargo (600 tonnellate). Inoltre, sono perfettamente equipaggiati per compiti antincendio.
Attualmente, vi è una disputa sul loro effettivo utilizzo: infatti, non si sa bene se siano rimorchiatori da salvataggio o rimorchiatori ordinari, tuttavia almeno un esemplare è utilizzato in entrambi i ruoli.

## Il servizio
Questi mezzi, di grandi dimensioni, sono stati costruiti in Polonia, nei cantieri navali di Stettino, e sono entrati in servizio tra il 1983 ed il 1987.
Si tratta di rimorchiatori di supporto, ampiamente utilizzati in ambito civile (oltre 40 esemplari in servizio).
In Russia, ne vengono utilizzati tre, con ruoli di appoggio alla flotta. I tre esemplari sono:
- Ilga (Flotta del Nord)
- Aleksander Kortunov (Flotta del Mar Nero)
- Kalar (Flotta del Pacifico)

## Argentina
Nel 2014 un accordo tra il governo russo e la società statale russa con il Ministero della Difesa argentino, ha portato all'acquisizione di quattro unità di questa classe navale, denominate dopo la loro acquisizione da parte dell'Argentina ARA Estrecho de San Carlos, ARA Islas Malvinas, ARA Puerto Argentino e ARA Bahía Agradable, per un importo di circa 10 milioni di dollari.
Le navi sono giunte in Argentina dopo un viaggio durato 45 giorni dai porti russi di Murmansk e Archangel'sk a Buenos Aires, dopo percorso circa 16.000 chilometri, con equipaggio misto russo-argentino, coinvolgendo 30 membri dell'equipaggio su ogni nave, con scalo a San Salvador. l'equipaggio argentino ha soggiornato per due mesi in Russia per un periodo di formazione da parte degli operatori russi, che dono giunti in Argentina per proseguire nell'attività di formazione.
La quattro unità sono state assegnate, due alla Base Navale di Ushuaia nella provincia di Terra del Fuoco, Antartide e Isole dell'Atlantico del Sud, il terzo alla Base Navale di Puerto Belgrano e il quarto alla Base Navale di Mar del Plata, entrambi in provincia di Buenos Aires.
Originariamente queste unità navali sono state utilizzate per esplorazione di petrolio e gas, ma la sua funzione principale è il pattugliando e il rifornimento delle navi che si dirigono alle basi scientifiche in Antartide. Le navi svolgono missioni SAR, soccorso a navi in avaria e missioni scientifiche. le unità classe Neftegaz, inoltre, possono navigar in acque gelate, che consente loro di navigare nelle acque dell'Antartide. Tra gli altri compiti, possono anche fornire assistenza alle piattaforme marittime, fornendo loro carburante e acqua potabile, rimorchio e assistenza a navi in Atlantico e in Antartide e compiti antincendio.

## Galleria d'immagini

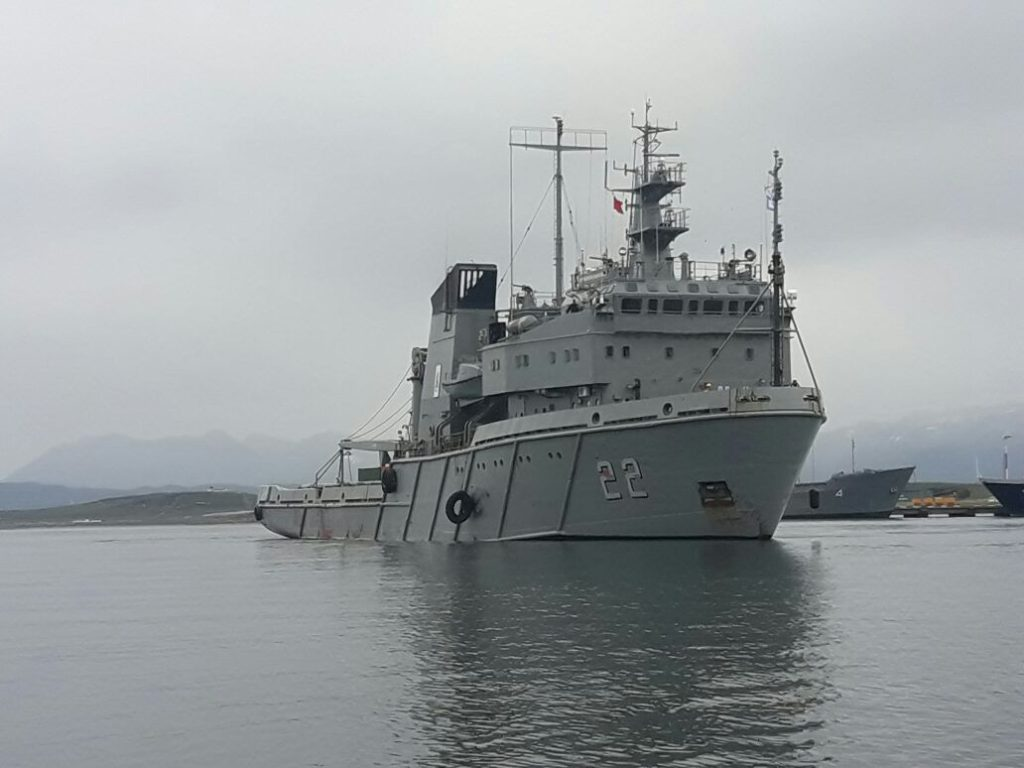
Nave ARA Estrecho de San Carlos nella base di Ushuaia
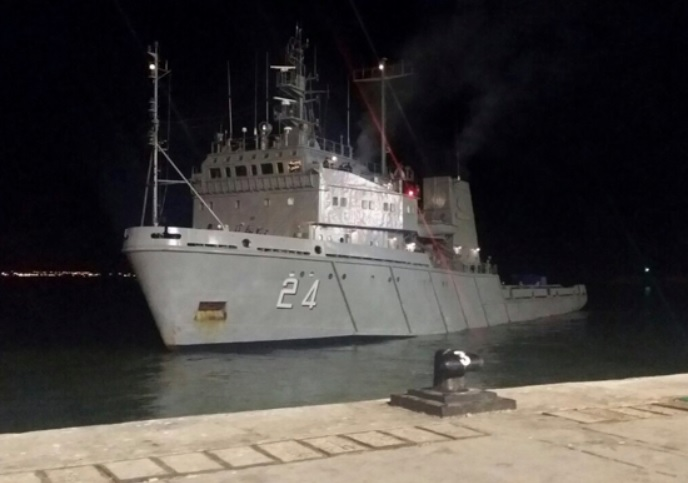
Neve ARA Islas Malvinas durante la ricerca del sottomarino ARA San Juan
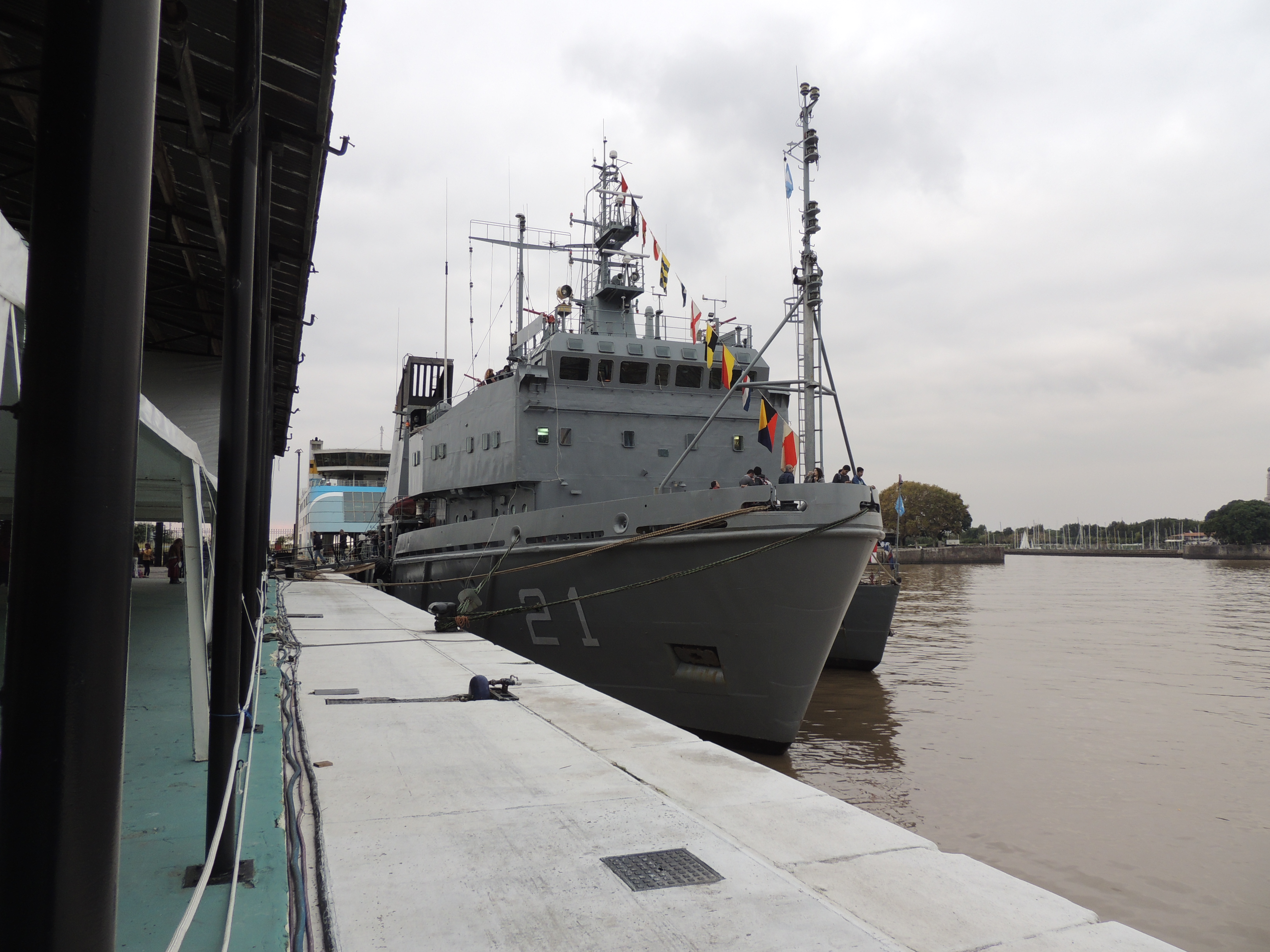
Nave ARA Puerto Argentino a Buenos Aires nel maggio 2017